# Lojze Lebic
Lojze Lebic (født 23. august 1934 i Prevalje Municipality, Slovenien) er en slovensk komponist, dirigent, professor, lærer og forfatter.
Lebic studerede komposition og direktion på Musikkonservatoriet i Ljubljana hos Marjan Kozina og Danilo Svara. Han har skrevet en symfoni, orkesterværker, kammermusik, koncertmusik, sange, kormusik etc. Lebic underviste som lærer og professor i direktion og komposition på Musikkonservatoriet i Ljubljana til (1998). Han var dirigent for mange store symfoniorkestre i Slovenien og Kroatien såsom f.eks. Radio og Tv koret på Slovensk Radio, og det Slovenske Filharmoniske Orkester. Han var medlem af den Slovenske Komponistforening. Lebic har forfattet mange musiklærerbøger og musikafhandlinger.

## Udvalgte værker
- Symfoni (?) - for orgel og orkester
- Klaverkoncert (?) - for klaver og orkester
- Queensland Musik (? ) - for orkester
- Cantico 1 & 2 (?) - for orkester